# Artibeus concolor
Artibeus concolor là một loài động vật có vú trong họ Dơi mũi lá, bộ Dơi. Loài này được Peters mô tả năm 1865.
Loài dơi này được tìm thấy ở Brasil, Colombia, Ecuador, Guiana thuộc Pháp, Guyana, Peru, Suriname và Venezuela.